# Аустроугарска круна
Круна или корона (чеш. Rakousko-uherská koruna, Coroană austro-ungară рум.) је била званична валута Аустроугарског царства од 1892. (заменивши Аустроугарски гулден као део прихватања златног стандарда) до распада царевине 1918. године. Круна се делила на стоти део који се звао хелер у аустријском и филер у мађарском делу царевине.
Валута је усвојена након више покушаја да Аустроугарска прихвати златни стандард 1892. према плану Шандора Векерле, министра финансија. План је подразумевао увођење нове валуте која је била у односу 2 круне = 1 гулден на претходној сребрној бази валуте. Од 1900. круна је била једина важећа валута на у царевини.
Круна је у Аустрији остала до 1924. године када је, након хиперинфлације након рата, замењена шилингом у коме је 1 шилинг има вредност 10.000 круна.
Након Првог светског рата на подручју Краљевине Срба, Хрвата и Словенаца 1918, круна је била прихваћена од стране нових власти као круна Срба, Хрвата и Словенаца. Она је касније замењена 1920. године динаром у односу 1 динар = 4 круне.